# Balogh Sándor (agrárközgazdász)
Balogh Sándor (Debrecen, 1932. február 26. – 2024. december 23.) magyar agrárközgazdász, a mezőgazdasági tudomány (ágazati gazdaságtan) kandidátusa, SZTE SZÉF professor emeritus, SZTE MK professor emeritus, az SZTE MK díszpolgára.
Édesapja Balogh László, édesanyja Telegdi Vilma. Két gyermeke és hét unokája van.

## Tanulmányok
Középiskolai tanulmányait a budapesti Kertészeti Középiskolában végezte, majd ezt követően 1950-ben sikeresen felvételizett a Kertészeti Egyetemre, ahol 1955-ben mezőgazdasági mérnöki diplomát szerzett.
1967-ben a mezőgazdasági  tudományok kandidátusa lett. 1967: egyetemi doktori fokozatot szerzett.

## Oktatási tevékenység
- Válogatott fejezetek az élelmiszeripari gazdaságtan tárgyköréből. (Előadások a Kertészeti Egyetemen, a Közgazdaságtudományi Egyetem Agrárgazdaságtani Tanszékén és a Közgazdasági Továbbképző Intézetben, A MÉM Mérnök-, és Vezető Továbbképző Intézetében, valamint a Politikai Főiskolán.)
- Ipar- és vállalatgazdaságtan (SZTE SZÉF Vállalkozó-menedzser szak)
- Gazdaságtörténet (SZTE SZÉF Vállalkozó-menedzser szak)
- Az üzlet világa (SZTE SZÉF Vállalkozó-menedzser szak)
- Ipargazdaságtan (SZTE GTK; SZTE SZÉF Élelmiszertechnológus szak, SZTE TTIK)
- Innováció (SZTE SZÉF Vállalkozó-menedzser szak, SZTE MK választható tárgy)
- Európai Tanulmányok (SZTE SZÉF Vállalkozó-menedzser szak, SZTE MK Gazdasági- és vidékfejlesztő agrármérnök szak)
- Európai Unió agrárpolitikája (SZTE MK Élelmiszermérnök szak, Mezőgazdasági és élelmiszeripari gépészmérnök szak)

## Kutatási tevékenység
- Élelmiszeripari kis- és középüzemek hatékonyságának összehasonlító elemzése (1969-1974)
- Élelmiszeripari vállalatok mezőgazdasági kapcsolatainak szervezése vertikális integrációban (1974-1976)
- Az élelmiszeripari termelés többszektorúsága, az ún "iparon kívüli" ágazatok élelmiszeripari termelésének vizsgálata (1976-1979)
- Az érdekképviseleti-szakmai szervezetek Nyugat-Európában (1974)
- Élelmiszeripari struktúra- és termeléspolitika (1977-1981)
- Az üzleti tervezés módszertana az élelmiszeriparban (a Világbanknak, 1986)
- Kisvállalkozások jövője az élelmiszergazdaságban (OMFB-nek, 1990)
- Az érdekképviseleti-szakmai szervezetek /terméktanácsok/ Magyarországon (FM-nek, 1992)
- A magyar élelmezési politika alapvonalai (OTKA-nak, 1991-1994)
- A magyar élelmiszeripari politika (Világbanknak, 1996)
- Összehasonlító vizsgálatok az Európai Unió és Magyarország élelmiszeriparáról (1999)
- Magyar-EU kapcsolatok: a kereskedelem intenzitása az Európai Unióban (2002)
- Összehasonlító munka-termelékenységi számítások (2003)
- Élelmiszeripari kisvállalkozások az Európai Unióban (2003)
- Az Európai Unióhoz való csatlakozásunk várható következményei (2003)
- Élelmiszeripari termékek elektronikus kereskedelme (2004)
- Agrártermékek feldolgozása és értékesítése az EU gyakorlatában (2005)
- Erőviszonyok alakulása a magyarországi élelmiszer-kereskedelemben (2005)
- Élelmiszeripari termékfejlesztés Európában és a tengeren túl (2006)
- A vidék ipara (2006)
- Elektronikus innovációs transzferek vizsgálata (2006)
- Globális és európai táplálkozási trendek (2007)
- Az EU 10+2 élelmiszertermelési potenciálja (2007)
- Harmadik generációs élelmiszeripari termékek (2008)

## Művei
- Az innovációs készség alakulására ható tényezők az élelmiszeripari vállalatoknál; összeáll. Balogh Sándor; Élelmiszeripari Gazdaságkutató Intézet, Bp., 1982
- Szakkifejezések a vállalati gazdálkodás gyakorlatából; összeáll. Balogh Sándor; Szegedi Élelmiszeripari Főiskolai Kar, Szeged, 1997
- A vállalati gazdálkodás gyakorlata. Oktatási segédanyag; Szegedi Felsőoktatási Szövetség–JATE SZÉF, Szeged, 1997
- Balogh Sándor–Benet Iván: Az Európai Unió közös agrárpolitikája és az élelmiszer-szabályozás; JATEPress, Szeged, 2008 (Fókuszban az Európai Unió)
- Alternatív táplálkozás, választható táplálékaink; Oriold, Budapest, 2017

## Közéleti tevékenység
- A Magyar Élelmiszeripari Tudományos Egyesület (MÉTE) Országos Választmányának tagja és Csongrád Megyei Szervezetének elnöke (1985-1993)
- a Szegedért Alapítvány Tudományos Kuratóriumának elnöke (1990-1992)
- az RC Szeged Szent-Györgyi Albert Rotary Klub alapító elnöke (1990-1991)
- az RC Szeged-Tisza Rotary Klub alapító elnöke.

## Tagságok és tisztségek
- A Magyar Tudományos Akadémia Agrárgazdasági és Szövetkezeti Bizottságának tagja (1990-1998)
- A Magyar Tudományos Akadémia Marketing Bizottságának tagja (1988-1998, jelenleg állandó meghívott)
- A Magyar Közgazdasági Társaság tagja
- A Magyar Élelmezésipari Tudományos Egyesület Országos Választmányának tagja és Csongrád Megyei Szervezetének elnöke
- A Magyar Tudományos Akadémia Szegedi Bizottsága Gazdaságpolitikai és Közgazdasági Bizottságának tagja

## Elismerések
- A MÉTE Sigmond Elek Emlékérme az Élelmiszeripari gazdaságtan felsőfokú oktatásának fejlesztéséért
- Széchenyi Professzori Ösztöndíj
- A Magyar Felsőoktatásért Emlékérem
- Miniszteri elismerő oklevél az Európai Tanulmányok c. diszciplína fejlesztéséért
- A Rotary International világelnökének Paul Harris díja
- a Magyarországi Rotary District elnökének Rotary Érdemérem kitüntetése